# Bulbophyllum mesodon
Bulbophyllum mesodon är en orkidéart som beskrevs av Jaap J. Vermeulen. Bulbophyllum mesodon ingår i släktet Bulbophyllum och familjen orkidéer. Inga underarter finns listade i Catalogue of Life.